# فوئنلابرادا
فوئنلابرادا (به اسپانیایی:Fuenlabrada) یک شهر در نزدیکی جنوب غرب مادرید در کشور اسپانیا است.
جمعیت این شهر در سال ۲۰۰۹، ۱۹۷٬۸۳۶ نفر برآورد شده‌است.